# شاخه گل ۸
 شاخه گل ۸ نام یک آلبوم موسیقی اثر  غلامحسین بنان، هنرمند ایرانی است که در سبک  سنتی تهیه شده و دارای ۶ آهنگ است. 

## فهرست آهنگ‌ها
| ردیف | آهنگ       |
| ۱    | (دل خسته(۱ |
| ۲    | (دل خسته(۲ |
| ۳    | (دل خسته(۳ |
| ۴    | (نوای نی(۱ |
| ۵    | (نوای نی(۲ |
| ۶    | (نوای نی(۳ |